# Mick Aston
Michael Antony 'Mick' Aston (Oldbury, 1 de julio de 1946 - 24 de junio de 2013) fue un arqueólogo y académico británico, profesor en varias universidades de todo el Reino Unido, y ayudó a popularizar la disciplina entre el público británico, al participar en unos programas de arqueología, Time Signs, para la televisión británica en 1991 (Canal 4). Estudió la carrera de geografía en la Universidad de Birmingham (Reino Unido).
Nacido en una familia de clase trabajadora en Oldbury, West Midlands, Aston estudió geografía en la Universidad de Birmingham antes de convertirse en un arqueólogo profesional. Trabajó para la ciudad de Oxford y el Museo del Condado y se convirtió en el primer arqueólogo del condado de Somerset, también impartió clases en la Universidad de Birmingham, la Universidad de Oxford y la Universidad de Bristol. Fue profesor de la Universidad de Bristol en 1979, donde organizó y promovió programas permanentes para el aprendizaje y formación continua sobre la arqueología. Con el productor de televisión Tim Taylor, Aston comenzó a trabajar en la creación de programas que atraerían a las personas hacia la arqueología. Fue parte del equipo que creó el programa, de corta vida, Time Signs (1991), que fue seguido por otro más exitoso: Time Team. Este último se inició en 1994 y continúa en la actualidad. A este programa le debió su popularidad, Aston fue conocido por el público por los colores de sus pulloveres y su corte de cabello de "profesor chiflado".
Se retiró de sus puestos universitarios en 2004, pero continuó trabajando en Time Team y comenzó a escribir artículos regulares de la revista British Archaeology.
Era vegetariano y naturista.
En julio de 2012, recibió el Premio British Archaeological por su trayectoria.

## Obra
Estas son algunas de sus obras más importantes:
- Mick Aston: entrevistas, noticias, una lista de sus libros y eslabones relacionados
- Profesor Mick Aston: perfil de la universidad de Bristol
- Opinión, gente y lugares: Conferencia de Mick Aston en DEC 2004
- Aston, M., Bond, J. The Landscape of Towns. 1976, reimpreso con adiciones en 2000
- Aston, M., Monasteries. 1993, reimpreso como Monasteries in the Landscape, 2000
- Aston, M. and Lewis, C., The Medieval Archaeology of Wessex. Oxbow, 1994
- Aston, M. and Taylor, T., The Atlas of Archaeology. 1998
- Aston, M. Mick's Archaeology (2000, revisada en 2002). Autobiografía profesional
- Aston, M., Lewis, C. and Harding, P., Time Team's Timechester. 2000
- Keevil. G., Aston, M. and Hall, T., Monastic Archaeology: papers on the study of medieval monasteries. Oxbow, 2001
- Robinson, T. and Aston, M., Archaeology is Rubbish - a beginner's guide. 2002
- Aston, M., Interpreting the Landscape from the Air. 2002
- Gerrard, C. with Aston, M., The Shapwick Project, Somerset: A Rural Landscape Explored, Society for Medieval Archaeology Monograph 25 . 2007
- Aston, Michael (1988). Aspects of the medieval landscape of Somerset. Somerset County Council. ISBN 0861831292. (requiere registro).